# Rezerwat przyrody Wyspa na Jeziorze Partęczyny Wielkie
Rezerwat przyrody Wyspa na Jeziorze Partęczyny Wielkie – rezerwat florystyczny położony w województwie warmińsko mazurskim, w gminie Kurzętnik, nadleśnictwo Brodnica. Obejmuje zalesioną wyspę na jeziorze Wielkie Partęczyny, nieoficjalnie zwaną Wielką Syberią. Leży w granicach Brodnickiego Parku Krajobrazowego.
Został powołany zarządzeniem Ministra Leśnictwa i Przemysłu Drzewnego z 4 lutego 1958 roku. Zajmuje powierzchnię 0,35 ha (akt powołujący podawał 0,60 ha).
Ochroną objęto stanowisko obuwika pospolitego. W runie występują także m.in. kokorycz pusta i wątła, złoć żółta i mała, wawrzynek wilczełyko. Zbiorowiska leśne reprezentuje grąd niski oraz fragmentarycznie łęg jesionowo-olszowy.